# Championnat de Tunisie masculin de volley-ball 1995-1996
Navigation
Saison précédente Saison suivante
Le championnat de Tunisie masculin de volley-ball 1995-1996 est la 41e édition à se tenir depuis 1956. Il est disputé par les douze meilleurs clubs en deux phases : une première phase en deux poules de six clubs chacune en aller et retour et une deuxième de play-off et play-out en aller et retour.
L'Espérance sportive de Tunis obtient une nouvelle double consécration en championnat et en coupe de Tunisie, où elle bat en finale l'Union sportive des transports de Sfax. Dirigée par Foued Kammoun, sa formation comprend Khaled Belaid, Tarek Ouni, Riadh Abid, Mehrez Saïdi, Abderrazak Raïssi, Haythem Ben Othman, Sofien Dhrayef et les nouvelles recrues que sont Ghazi Guidara (Club sportif sfaxien), Atef Béji (Étoile sportive de Radès), Atef Loukil (Union sportive des transports de Sfax), Mohamed Baghdadi (Club sportif de Hammam Lif), Yacine Sghayri (de retour de Saydia Sports) et le Bulgare Nicolay Yanakiev. Quant au champion sortant, l'Étoile sportive du Sahel, il remporte la coupe arabe des clubs champions.
La relégation touche l'un des pionniers de la discipline, l'Étoile olympique La Goulette Kram, et le Club sportif de Hammam Lif, qui sont remplacés par l'Association sportive des PTT Sfax et l' Aigle sportif d'El Haouaria.

## Division nationale

### Première phase

#### Poule A
| Rang | Équipe                     | Points | Matchs | Victoires | Défaites |
| 1    | Étoile sportive du Sahel   | 19     | 10     | 9         | 1        |
| 2    | Club africain              | 19     | 10     | 9         | 1        |
| 3    | Club sportif sfaxien       | 16     | 10     | 6         | 4        |
| 4    | Club sportif de Hammam Lif | 12     | 10     | 2         | 8        |
| 5    | Union sportive de Carthage | 12     | 10     | 2         | 8        |
| 6    | Tunis Air Club             | 11     | 10     | 2         | 8 (1 F)  |

#### Poule B
| Rang | Équipe                                | Points | Matchs | Victoires | Défaites |
| 1    | Espérance sportive de Tunis           | 20     | 10     | 10        | 0        |
| 2    | Saydia Sports                         | 17     | 10     | 7         | 3        |
| 3    | Union sportive des transports de Sfax | 16     | 10     | 6         | 4        |
| 4    | Club olympique de Kélibia             | 15     | 10     | 5         | 5        |
| 5    | Étoile olympique La Goulette Kram     | 11     | 10     | 1         | 9        |
| 6    | Fatah Hammam El Ghezaz                | 11     | 10     | 1         | 9        |

### Play-off
| Rang | Équipe                                | Points | Matchs | Victoires | Défaites | Sets pour | Sets contre |
| 1    | Espérance sportive de Tunis           | 19     | 10     | 9         | 1        | 29        | 7           |
| 2    | Club africain                         | 18     | 10     | 8         | 2        | 25        | 14          |
| 3    | Étoile sportive du Sahel              | 17     | 10     | 7         | 3        | 25        | 10          |
| 4    | Union sportive des transports de Sfax | 14     | 10     | 4         | 6        | 15        | 23          |
| 5    | Saydia Sports                         | 11     | 10     | 1         | 9        | 9         | 28          |
| 6    | Club sportif sfaxien                  | 11     | 10     | 1         | 9        | 6         | 27          |

### Play-out
| Rang | Équipe                            | Points | Matchs | Victoires | Défaites | Sets pour | Sets contre |
| 1    | Club olympique de Kélibia         | 19     | 10     | 9         | 1        | 27        | 6           |
| 2    | Union sportive de Carthage        | 15     | 10     | 5         | 5        | 23        | 21          |
| 3    | Fatah Hammam El Ghezaz            | 15     | 10     | 5         | 5        | 18        | 21          |
| 4    | Tunis Air Club                    | 15     | 10     | 5         | 5        | 17        | 23          |
| 5    | Étoile olympique La Goulette Kram | 14     | 10     | 4         | 6        | 18        | 19          |
| 6    | Club sportif de Hammam Lif        | 13     | 10     | 3         | 7        | 14        | 25          |

## Division 2
Onze clubs dont trois nouveaux — le Stade nabeulien, l'Association sportive des PTT Kairouan et l'Association sportive de l'Ariana — participent à cette compétition dont les deux premiers montent en division nationale.
- 1er : Association sportive des PTT Sfax
- 2e : Aigle sportif d'El Haouaria
- 3e : Avenir sportif de La Marsa
- 4e : Étoile sportive de Radès
- 5e : Zitouna Sports
- 6e : Union sportive monastirienne
- 7e : Association sportive des PTT
- 8e : Étoile sportive de Ghardimaou
- 9e : Stade nabeulien
- 10e : Association sportive de l'Ariana
- 11e : Association sportive des PTT Kairouan
- Non engagés : Club athlétique bizertin, Union sportive de Kélibia, Union sportive de Bousalem et Medjerdah sportive de Medjez el-Bab